# Richard Barry Parker
Richard Barry Parker (Chesterfield, 18 novembre 1867 – Letchworth, 21 febbraio 1947) è stato un architetto e urbanista britannico, collegato al movimento Arts and Crafts. Divenne inizialmente famoso in collaborazione con Raymond Unwin.

## Biografia
Parker nacque a Chesterfield nel 1867, figlio del direttore bancario Robert Parker. Fece esperienza al T.C. Simmonds Atelier of Art in Derby e nello studio di George Faulkner Armitage in Altrincham. Nel 1891 raggiunse il padre a Buxton, dove progettò per lui tre grandi case.
Nel 1896 ebbe inizio la collaborazione tra Parker e Raymond Unwin, che era anche suo cognato, in quanto ne aveva sposato la sorella Ethel nel 1893.
Una delle prime commesse affidategli riguardava la progettazione e la costruzione di una grande casa di campagna per la famiglia dell'imprenditore di ceramiche Charles Frederick Goodfellow a Clayton Staffordshire. Terminati i lavori nel 1899, la casa diede agli architetti l'opportunità di inserire numerosi elementi caratterizzanti, come la corte interna porticata e le forniture personalizzate riconducibili alla tradizione Arts and Crafts.
La casa era nominata originariamente Goodfellow House, dal nome del primo proprietario. Quando, nel 1926, la proprietà venne comprata da un altro produttore di ceramiche, Arthur Colley Austin Shorter, questi volle rinominarla Chetwynd House, denominazione che attualmente conserva. La seconda moglie di Shorter era la designer ceramista Clarice Cliff, ed è proprio con la sua figura che ancora oggi l'edificio è maggiormente identificabile, soprattutto per quanto riguarda l'impronta lasciata nei giardini, su cui lavorò negli anni della pensione del marito e dopo la sua morte.
Parker e Unwin collaborarono inoltre alla stesura di scritti architettonici, tra cui The Art of Building a Home ('L'Arte di Costruire una Casa') del 1901, in cui si applicavano i fondamenti dell'Arts and Crafts Movement all'edilizia per la classe operaia.
Nel 1902 vennero contattati dai filantropi Joseph e Benjamin Seebohm Rowntree per la progettazione di un villaggio modello a New Earswick, vicino a York, e l'anno successivo venne data loro la possibilità di partecipare alla creazione di Letchworth, quando la prima Garden City Company domandò loro la stesura di un piano.
Nel 1903 parteciparono alla "Cottages Near a Town Exhibit('Mostra di cottages vicino ad una Città)" per la Northern Art Workers Guild di Manchester. Nel 1904, dopo che i loro progetti vennero approvati, aprirono un secondo ufficio a Baldock. L'anno successivo, vennero invitati da Henrietta Barnett a progettare il nuovo Hampstead Garden Suburb, lavorando in associazione con Edwin Lutyens.
Nel maggio 1914 termina la Partnership tra Parker e Unwin, dato che quest'ultimo era oramai sempre più impegnato nel settore dei lavori pubblici. Parker continuò la propria esperienza di pianificatore, fornendo consulenze a Porto, in Portogallo nel 1915 e a San Paolo (Brasile) del Brasile nel periodo 1917-1919. Dal 1927 collaborò con il Manchester City Council per lo sviluppo di Wythenshawe, dove ebbe incarico continuativo sino al 1941. Richard Barry Parker morì nel 1947 a Letchworth, all'età di 80 anni.